# Рударско окно
Рударско окно је вертикални или скоро вертикални тунел од врха до дна, где у почетку нема приступа дну.  Најзначајнија карактеристика подземне екплоатације јесте отварање рудника које се може вршити отварањем вертикланим или косим окном, поткопом или рампом.
Плитка окна, типично се користе за грађевинске пројекте, разликују се у начину извршења од дубоких окна, који се обично користе за рударске пројекте. Када је врх ископа тло, назива се окном; када је врх ископа под земљом, назива се подосовина. Мала окна могу бити ископана унутар постојећег рудника све док постоји приступ на дну, у том случају називају се успони. Окно може бити вертикално или нагнуто (између 45 и 90 степени према хоризонтали) мада је већина модерних рударских окна вертикална. Ако постоји приступ дну, предложеног окна, а услови тла то дозвољавају, тада се за ископавање окна одоздо према горе може користити бушење, таква окна се називају бушотине. Ископавање окна једно је од најтежих метода: ограничени простор, гравитација, подземна вода и специјализоване процедуре чине задатак прилично незгодним. 
Историјски посматрано, отварање рудника једно је од најопаснијих рударских занимања и такође поспешује очувању занимања рудара.  Данас су извођачи ових радова концентрисани у Канади, Немачкој и Јужној Африци . 

## Делови рударског окна
Најкарактеристичнија тачка рударског окна је оквир главе (вијугави торањ, насип или јама) које се налази изнад окна. У зависности од тога која дизалица се користи, на врху узглавља ће се налазити мотор дизалице или точак (са мотором дизалице монтираним на терену). Оквир ће такође садржати канте за складиштење руде која се преноси у постројење за прераду. 
У нивоу тла испод и око оквира главе налази се вратило (који се такође назива банкина или палуба), које пружа основу потребну за потпомагање тежине оквира главе и омогућава мушкарцима, материјалима и услугама да уђу и изађу из окна. Оковратници су обично масивне армирано-бетонске структуре са више од једног нивоа. Ако се окно користи за вентилацију рудника, уграђен је простор или кућиште пленума како би се осигурао правилан доток ваздуха у рудник и из њега. 
Осовина окна је део окна који се налази испод земље. 
На локацијама где се осовина окна сусреће са хоризонталним радовима, постоји станица окна која омогућава људима, материјалима и службама да улазе или излазе из окна. Од тунелских станица (ископавања рудног лежишта, галерија или нивоа) протежу се према рудном телу, понекад и на више километара. Најнижа станица окна најчешће је тачка у којој стена напушта рудно тело и пребацује се у окно, ако је тако утоваривач ископан је на овом месту за утовар на једној страни окна како би се омогућила изградња објеката за пренос. 
Испод најниже станице окна, окно се наставља даље, ово подручје назива се дно окна. Тунел који се зове Рампа обично повезује дно окна са остатком рудника, ова Рампа често садржи рударско постројење за управљање водом, које се назива Сипка, јер ће вода природно тећи до најниже тачке у руднику. 
Окна се могу удубити класичном бушилицом или механичким средствима. Индустрија постепено покушава да пређе даље према бушотини окна, али поуздан метод за то још увек није развијен. 

## Подграда окна
Подграда окна врши неколико функција; то је прво и најважније сигурносно својство које спречава да лабава или нестабилна стена падне у осовину, затим место за постављање осовина и на крају глатка површина да се умањи отпор протока ваздуха за вентилацију. 
У Северној и Јужној Америци мања окна су дизајнирана да буду правоугаона са дрвеним носачима. Већа окна су округла и бетонски су обложена. 
Коначни избор подграда окна зависи од геологије стене кроз коју окно пролази, нека окна имају неколико делова подграда према потреби.  Тамо где су окна потопљена у одговарајућој стени, неће бити потребе за подградом или постављањем заварених мрежа и анкерисањем. Материјал за избор подграда окна је масивни бетон који се излије иза осовине окна у лифтовима од 6 метара како се осовина приближава (дубље). 
Бетон, влакнасти бетон, цигла, цеви од ливеног гвожђа, монтажна бетонска подграда јесу сви били корисни у неком тренутку. Поред тога, специфичне околности захтевају употребу материјала попут битумена, па чак и лоптица за сквош. У екстремним околностима, посебно при пролазу кроз Халит, могу бити потребни сложени слојеви који се састоје од два или више материјала. 
Подграда окна не долази тачно до дна осовине током потонућа, већ заостаје за фиксном дистанцом. То растојање је одређено методологијом ископавања и конструкцијском дебљином трајне подграде. Да би се осигурале особе које раде на дну окна поставља се привремени носач за тло, који се обично састоји од заварених мрежа и анкера. Инсталације привремене подграде везане за земљу (која се назива анкерисањем) је један од физички најзахтевнијих делова циклуса израде окна, јер се вијци морају монтирати помоћу пнеуматске бушилице. 
Из тог разлога, и како би се смањио број људи на дну окна, велики број пројеката успешно је прешао на бетон за ову привремену подграду. Истраживање и развој у овој области фокусиран је на роботску примену млазног бетона и комерцијализацију танко распршених полимерних подграда. 

## Одељци окна
Тамо где се окно користити за подизање, оно се често дели на више преграда помоћу сетова вратила, они могу бити израђени од дрвета или челика . Вертикални чланови у сету вратила окна називају се вођице, водоравни чланови називају се бунтонс (енг.Buntons). За челичне вођице, две главне опције су шупљи структурни профили и горњи профили цилиндра  . Делови горњих цилиндра нуде бројне предности у односу на шупље структурне делове, укључујући једноставнију инсталацију, побољшану отпорност на корозију и повећану крутост. Рударске транспортне траке се крећу по вођицама на сличан начин као што се челични ваљак креће по својим шинама, а оба имају точкове који их чврсто држе на месту. 
Нека окна не користе водеће греде, већ уместо тога користе ужад од челичне жице (назване конопци за вођење) које држе у напетости масивине тегове на дну окна званим тегови од сира (због сличности са колутом или точкићем сира) јер их је лакше одржавати и заменити. 
Највећи одељак обично се користи за рударски кавез, пренос који се користи за кретање радника и снабдевање испод површине, а који је обешен о дизалицу на челичном жичаном ужету. Функционише на сличан начин као и лифт. Кавези могу бити једно-, дво- или ретко трокатни, увек имају више сувишних сигурносних система у случају неочекиваног квара. 
Други одељак служи за једно или више прескока, који се користе за дизање руде на површину. Мање рударске операције користе прескок постављен испод кавеза, радије него засебни уређај, док неки велики рудници имају одвојене осовине за кавез и прескаке. Трећи одељак користи се за излаз у случају опасности; у њему се може налазити помоћни кавез или систем мердевина. Додатни одељак садржи рударске услуге као што су високонапонски каблови и цеви за пренос воде, компримованог ваздуха или дизел горива . 
Други разлог за поделу окна је вентилација. Један или више горе описаних одељака могу се користити за усисавање ваздуха, док се други могу користити за одвод. Ако је то случај, челични зид зван Братице(енгл. Bratticе) постављен је између две преграде за одвајање протока ваздуха. На многим рудницима постоје једна или више комплетних додатних „помоћних“ окна са одвојеним зупчаницима и кавезима. Сигурније је имати алтернативни правац за излазак из рудника јер било који проблем у једном делу окна може захватити све одељке. Због тога су минирања рудних окна 1862. године у Великој Британији постала илегална после катастрофе Хартлеи Цоллиери (енгл. Hartley Colliery disaster) где је једно окно блокирано. 